# Dangerous Dave
A Dangerous Dave egy 1988-as videójáték, amit John Romero fejlesztett ki Apple II-re és DOS-ra, egy havonta megjelenő UpTime című lap lemezmellékletéhez. A kiadás után még három rész követte a játékot és három átírás más platformokra.
A játék alapötlete a Super Mario-n alapul, így sokban megegyezik a Dangerous Dave-vel: hasonlóan néznek ki a pályák és a szörnyek, ebben is vannak titkos pályák és a játékos ugrani is tud. A Dangerous Dave lényege az, hogy aranyserlegeket és trófeákat kell összegyűjteni és átjutni a következő pályára, melyből összesen tíz van.
Romero szerint a Dangerous Dave-sorozatnak a Dangerous Dave in the Haunted Mansion a legjobb része, amit 2008-ban átírták mobiltelefonra.
- Dangerous Dave, 1988, Apple II, 6-szín, UpTime (eredeti kiadás)
- Double Dangerous Dave, 1990, Apple II, 16-szín, Softdisk (16 színű átírása)
- Dangerous Dave in Copyright Infringement, 1990, DOS, EGA, publikálatlan (egy demó, ami elindította a Commander Keen-t és az id Software-t)
- Dangerous Dave, 1990, DOS (CGA, EGA, VGA), Softdisk (eredeti kiadás DOS verziója)
- Dangerous Dave GS, 1990, Apple GS, soha nem fejezték be
- Dangerous Dave in the Haunted Mansion, 1991, DOS / EGA, Softdisk
- Dangerous Dave's Risky Rescue, 1993, DOS, EGA, Softdisk
- Dave Goes Nutz!, 1993, DOS, EGA, Softdisk

## Külső hivatkozások
- John Romero oldala (angolul)
- MobyGames (angolul)